# High Ongar
High Ongar est un village et une paroisse civile de l'Essex, en Angleterre.